# Juan de Valdés

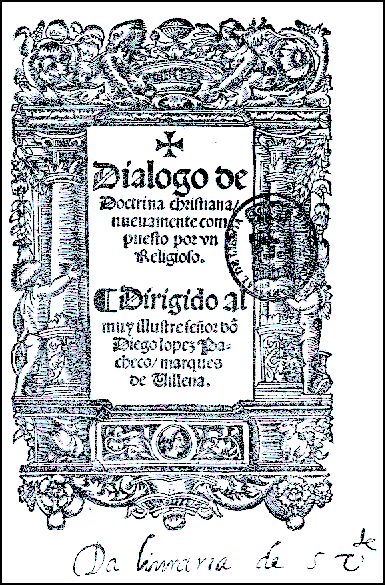
Diálogo de la Doctrina christiana, 1529.

Juan de Valdés (Cuenca,c. 1494/1504-Nápoles, 1541) fue un humanista, erasmista y escritor español. Se le tiene por evangélico o protestante aunque, según Marcel Bataillon, murió «en el seno de la Iglesia católica». Fue hermano del también escritor y secretario real Alfonso de Valdés.

## Biografía
Son pocas y vagas las noticias que se tienen de sus primeros años. Perteneció a una importante familia de Cuenca: hijo de Hernando de Valdés y María de la Barrera, casados en 1482. Su padre, hidalgo atendiendo a la ejecutoria de hidalguía ganada en 1540 por Andrés, el mayor de sus hijos, y de origen converso por su abuela paterna, era regidor perpetuo de Cuenca y procurador de la ciudad en Cortes; por parte de madre era de origen judeoconverso por tres costados. Su hermano Fernando de la Barrera, cura de Villar del Saz, murió quemado en la plaza de San Martín de Cuenca en 1492 por judío relapso. Era una familia muy numerosa: Juan tenía seis hermanos y cinco hermanas. Se ignora la fecha de nacimiento de todos ellos, por no existir registros bautismales en Cuenca hasta 1510, y estos muy incompletos. Por el orden en que son citados en la ejecutoria de hidalguía citada, Juan sería el menor de los varones, nacido probablemente hacia 1494 y, contra lo que se ha presumido, nada indica que fuese gemelo de algún hermano. En 1523 lo encontramos en Escalona (Toledo), en el séquito y servicio del II marqués de Villena, Diego López Pacheco y Portocarrero; era adolescente y quizá paje. Debió de ser este un periodo decisivo en su formación literaria y religiosa, pues declara en su Diálogo de la lengua haber leído joven numerosos libros de caballerías, que en su madurez acabó detestando:

Diez años, los mejores de mi vida, que gasté en palacios y cortes, no me empleé en exercicio más virtuoso que en leer mentiras, en las quales tomava tanto sabor que me comía las manos tras ellas. Y mirad qué cosa es tener el gusto estragado, que, si tomava en la mano un libro de los romançados en latín que son de historiadores verdaderos, o a lo menos que son tenidos por tales, no podía acabar conmigo de leerlos.

Declara admirar solamente el Amadís de Gaula, el Palmerín de Oliva y el Primaleón. Alaba el Romancero («de buena y clara sentencia») y el Refranero por su estilo castizo, claro y expresivo, y condena el estilo impuro, oscuro y retórico de Juan de Mena y su escuela —no usa de «propios y naturales vocablos», sino unos «groseros» y otros «muy latinos», y «escribe tan escuro que no es entendido»—, frente al más contenido y llano de parte de la lírica cancioneril. Por eso le desagrada además la mezcla de llaneza y cultismo, claridad y oscuridad, de que adolece La Celestina. Si condena los vocabularios de Antonio de Nebrija es porque le parecen trabajos apresurados. Conocemos, además, que en el entorno del marqués de Villena se movía el predicador laico Pedro Ruiz de Alcaraz, quien, protegido por este, difundía en Castilla la corriente de los llamados alumbrados, en contacto con la Reforma protestante. Alcaraz fue arrestado por la Inquisición española en 1524 y en ese mismo año Valdés abandonó la corte del marqués.
Al parecer recibió también una esmerada educación humanística de la mano del intelectual italiano Pedro Mártir de Anglería; pero lo que está fuera de toda duda es que después estudió en Alcalá de Henares, donde se le documenta ya en 1526. Eugenio Asensio creía que fue discípulo de Cipriano de la Huerga, pero la crítica ya ha desechado tal hipótesis. A principios de 1528 comenzó su correspondencia con Erasmo de Róterdam y dejó ver su interés por las doctrinas iluministas y reformistas. Debía de estar muy enterado de las ideas protestantes, ya que su hermano Alfonso, muy protegido por el erasmista canciller Gattinara, acudía a las dietas convocadas con los protestantes en calidad de secretario de Carlos V. Al aparecer anónimo (bajo el nombre de "un religioso") su primer libro, Diálogo de doctrina cristiana (Alcalá de Henares: Miguel de Eguía, 1529), se le denunció por herejía ante la Inquisición y, pese a ser secretos los procesos de esta institución, alguien se lo comunicó y se trasladó a Italia, donde logró que el papa aceptase sus proposiciones. Bajo su protección residió allí hasta el fin de sus días, pues fue nombrado gentilhombre de capa y espada de la corte del Médici Clemente VII. Sin embargo, lo cierto es que en esa obra hay numerosos textos del reformista Martín Lutero y sus seguidores traducidos y adaptados:
- Martín Lutero, Decem Praecepta Wittenbergensi praedicata populo, 1518.
- Martín Lutero, Explanatio dominicae orationis pro simplicioribus laicis, 1520.
- Martín Lutero, De votis monasticis iudicium, 1521.
- Juan Ecolampadio, In Isaiam Prophetam Hypomnemata, 1525.
- Philipp Melanchthon, Enchiridion elementorum puerilium, 1524.[10]

No obstante, el texto de esta publicación había sido tan cuidadosamente medido para evitar suspicacias teológicas que incluso había sido expurgado meticulosamente por el canónigo doctor Hernán Vázquez; con el tiempo, el impresor sería también procesado por la Inquisición. En 1534 marchó a Roma, pero en ese mismo año falleció su protector, el Médici Clemente VII, y le sustituyó Paulo III, un papa romano Farnesio, enemigo de esa estirpe florentina, por lo que al año siguiente Valdés marchó a Nápoles. En ambos lugares fue agente político del emperador, si bien debió de serlo por poco tiempo, puesto que no tardó en alcanzarlo la reacción antierasmista de la Inquisición española. En Nápoles trató a Garcilaso de la Vega, miembro de la Academia Pontaniana. En los años que siguieron hasta su muerte, escribió copiosamente consideraciones piadosas, trabajos exegéticos, traducciones parciales de la Biblia y algunos diálogos destinados a aclarar conceptos y ampliar las conversaciones que tenía con los adeptos a sus doctrinas religiosas en la tertulia que mantuvo en su casa, un verdadero círculo de reformistas y religiosos iluminados. Todos esos trabajos manuscritos fueron conservados y transmitidos por la más famosa de sus discípulas: Giulia Gonzaga. Este evangelismo de tono místico y liberal habría de inspirar al círculo romano de Vittoria Colonna en tiempos de su amistad con Miguel Ángel Buonarroti, alrededor de 1540.
En su casa recibió, entre otros, al arzobispo de Otranto, Pietro Antonio di Capua; a Galeazzo Caracciolo; a Caterina Cybo; al vicario general de la orden capuchina Bernardino Ochino; al obispo de Bérgamo, Vittore Soranzo; a Bartolomeo Spadafora; al obispo herético de Cheronissa (Creta), Giovanni Francesco Verdura; o al teólogo convertido al protestantismo Pietro Martire Vermigli. Según testimonio rendido el 7 de marzo de 1564 por Francesco Alois, condenado como luterano, entre los simpatizantes de Juan de Valdés cabía incluir también a Nicola Maria Caracciolo (1512-1568), obispo de Catania, que en el texto de su sínodo diocesano, escrito en lengua vulgar, demuestra una espiritualidad cercana a la de los iluminados. Pero los más destacados fueron Pietro Carnesecchi, Marcantonio Flaminio, Mario Galeota —amigo de Garcilaso— y la ya citada Giulia Gonzaga.

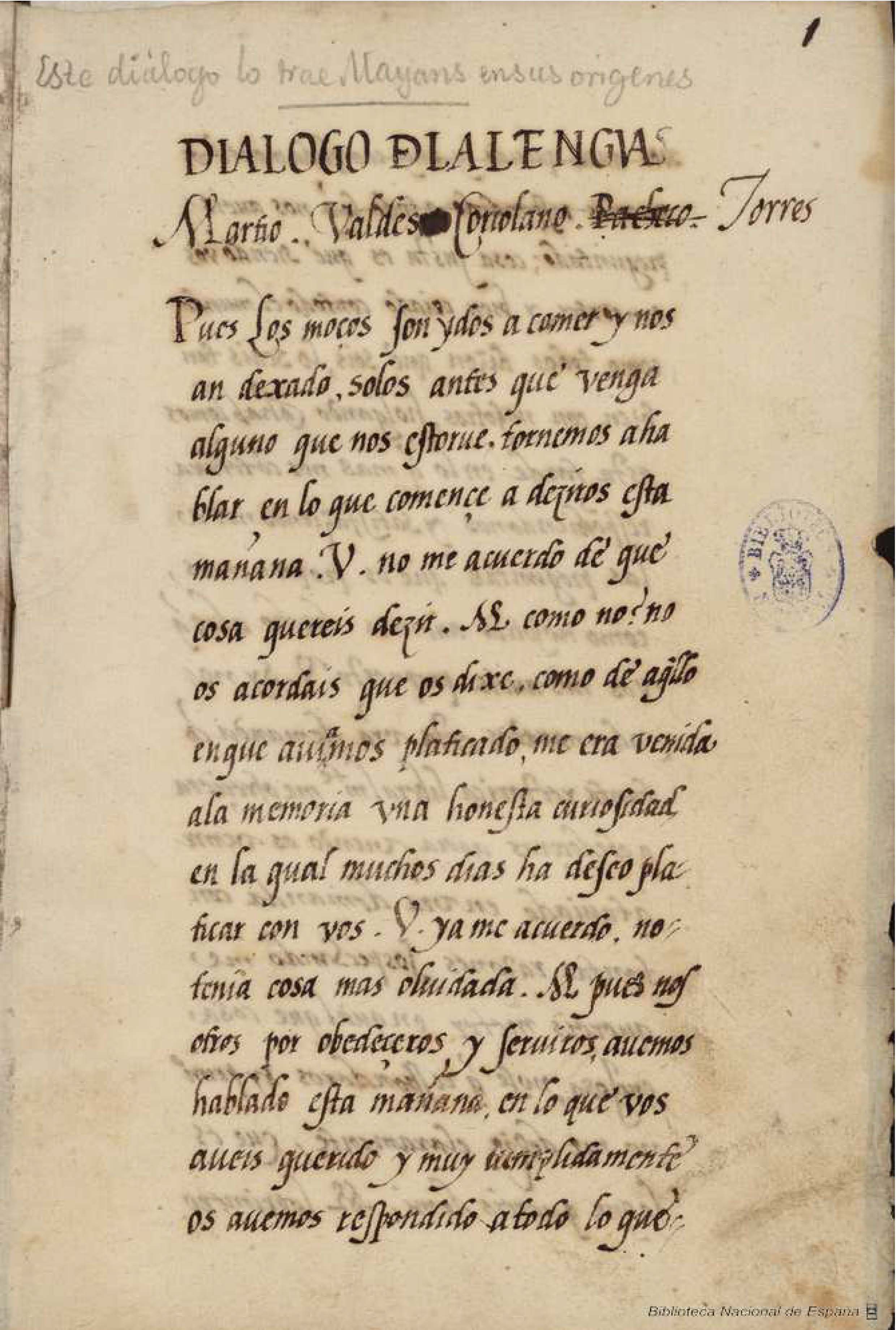
Portada de la obra Diálogo de la lengua. Manuscrito custodiado en la Biblioteca Nacional de España.

Con ser Nápoles, en aquella época, una ciudad bajo dominio de la Corona española, faltaban libros para aprender el castellano, y parece que, al escribir su Diálogo de la lengua, Valdés trató de complacer a un grupo de amigos que deseaban perfeccionar el conocimiento del castellano, como declara en esta misma obra. Esta es la suya más célebre, aunque la crítica le ha disputado su autoría y se la ha atribuido unas veces a Juan López de Velasco y otras a Juan Luis Vives. Fue compuesta hacia 1535 y no llegó a ser impresa sino ya en pleno siglo xviii, cuando el ilustrado Gregorio Mayans y Siscar lo editó como apéndice en sus Orígenes de la lengua española (1737), aunque con el título de Diálogo de las lenguas. Contiene toda suerte de juicios sobre cuestiones normativas de la lengua castellana más pura, estimando como tal la de los refranes y mostrándose muy opuesto a Antonio de Nebrija, a quien consideraba demasiado afectado de andalucismo. En cuanto al mejor estilo, se muestra plenamente renacentista al escribir:

Para deciros verdad, muy pocas cosas observo, porque el estilo que tengo me es natural y sin afetación ninguna. Escribo como hablo; solamente tengo cuidado de usar de vocablos que sinifiquen bien lo que quiero dezir, y dígolo quanto más llanamente me es possible, porque, a mi parecer, en ninguna lengua sta bien el afectación. Quanto al hazer diferencia en el alçar o abaxar el estilo, según lo que scrivo o a quien escrivo, guardo lo mesmo que guardáis vosotros en el latín.

De este ideal se hizo eco también su amigo Garcilaso al elogiar a Juan Boscán, en el prólogo que dedicó a su traducción de El Cortesano, de Baltasar de Castiglione:

Guardó una cosa en la lengua castellana que muy pocos la han alcanzado, que fue huir del afectación sin dar consigo en ninguna sequedad; y con gran limpieza de estilo usó de términos muy cortesanos y muy admitidos de los buenos oídos, y no nuevos ni al parecer desusados de la gente.

Aún insiste más Valdés en cuestiones de estilo formulando como máxima virtud la precisión y una concisión no conceptuosa:

Que todo el bien hablar castellano consiste en que digáis lo que queréis con las menos palabras que pudiéredes, de tal manera que, esplicando bien el conceto de vuestro ánimo, y dando a entender lo que queréis dezir, de las palabras que pusiéredes en una cláusula o razón no se pueda quitar ninguna sin ofender a la sentencia della, o al encarecimiento, o a la elegancia.

Abomina del hipérbaton, tan usado en el pasado siglo xv, y prefiere con mucho los usos más corrientes, normales y naturales de la lengua.
Juan de Valdés murió en 1541. En su elogio, el humanista Iacopo Bonfadio lo llamó «compiuto uomo» («hombre completo»). Pero el hecho es que se le estaba preparando un segundo proceso inquisitorial, frustrado, pero no detenido con este temprano fallecimiento, ya que una bula de 1542 provocó la diáspora de los valdesianos más poderosos (Pier Paolo Vergerio, Pietro Martire Vermigli, Bernardino Ochino) y el procesamiento de otros (entre ellos Pietro Carnesecchi, que terminó en la hoguera en 1567).
Su nombre, junto con el de su hermano Alfonso, se ha barajado como uno de los posibles autores del Lazarillo de Tormes, propuesta sostenida en las concordancias lingüísticas, biográficas y literarias entre sus obras y el Lazarillo. Por lo que toca a sus inquietudes religiosas, que fueron las que más ocuparon sus escritos, se encuentran a medio camino entre el catolicismo y la Reforma luterana. A pesar de la coincidencia de nombres y doctrina, Juan de Valdés no debe asociarse con el movimiento pre-protestante italiano de los valdesi o Iglesia valdense, iniciado en el siglo xii por Pedro Valdo.

## La concepción de la norma: Valdés como representante de la postura antinormativista
La norma es una institución caprichosa que se desarrolla en las lenguas. Al ser algo irregular, que rompe lo característico, los autores tradicionalmente se han preocupado de adoptar un punto de vista prescriptivo, denostando las formas que, por haber elegido un modelo u otro de lengua ideal, no se consideran correctas. De esta manera, el autor Zamora Salamanca distingue dos puntos de vista con respecto a la norma:
- Punto de vista axiológico: Es un punto de vista prescriptivo. Se señala una comunidad de hablantes como modelo ideal de lengua y se penaliza el uso del resto de las formas. Los autores, por tanto, buscan encontrar el modelo idóneo de acorde a diferentes criterios según la época en la que nos encontremos.
- Punto de vista objetivo: La lengua se define desde el punto de vista descriptivo, como el conjunto de realizaciones de una lengua dada en un determinado momento histórico.

Valdés representa en el siglo xvi la tendencia antinormativista, expresada en su Diálogo de la Lengua, aunque con matices:
- Valdés identifica la lengua con el pueblo, pues este transmite la pureza.
- Al final, se interesa por el lenguaje de la corte, pero desprovisto de sus artificios.

Así, si bien selecciona un lenguaje ideal, se le considera antinormativista porque rechazó la manifestación prescriptiva que denostaba el lenguaje en sí de acorde a un grupo social. Su ideal era el lenguaje limpio, tal y como se manifiesta en el pueblo combinado con la cultura de la corte. Por lo tanto, ya adelantaba el interés por la evolución de la norma entre los hablantes y no como meras desviaciones que deben ser corregidas.
Se podría decir que con esta postura dejó visos de lo que sería la lingüística del siglo xx y el desarrollo del sistema de la lengua de Eugen Coşeriu.

## Obra
1. Diálogo de la Lengua (escrito en 1533; primera impresión, Madrid, 1737; reimpreso en 1860, 1873).
2. Qual Maniera si devrebbe tenere a il jornare ... gli figliuoli de Christiani delle Cose delta Religione (sin fecha ni lugar; anterior a 1545, puesto que fue usada por el traductor italiano del Catecismo de Juan Calvino, 1545). No se conoce original español.
3. Trataditos, Bonn, 1881, de un manuscrito de la Biblioteca Palatina, Viena; en italiano, Cinque Tratatelli Evangelici, Roma, 1545; reimpreso en 1869 en inglés por J. T. Betts, en XVII Opuscules, 1882.
4. Alfabeto Christiano (escrito hacia 1537), en italiano, Venecia, 1545; en inglés, por Benjamin Barron Wiffen, 1861; el original español es desconocido.
5. Ciento i diez consideraciones divinas; todas las copias del original español fueron suprimidas por la Inquisición Española; treinta y nueve de las Consideraciones fueron publicadas con los Trataditos, desde un manuscrito de Viena.
6. Seven Doctrinal Letters (publicado originalmente con los Trataditos del manuscrito de Viena), en inglés por J. T. Betts, con los Opuscules.
7. Comentario Breve... sobre la Epístola de San Pablo a los Romanos, Venecia, 1556 (editado por Juan Pérez de Pineda); reimpreso en 1856 en inglés por J. T. Betts, 1883.
8. Comentario Breve... sobre la Primera Epístola de san Pablo a los Corintios, Venecia, 1557.
9. El Evangelio de San Mateo (texto y comentario), 1881, del manuscrito de Viena; en inglés por J. T. Betts, 1883.
10. El Salterio (Salmos del hebreo en español), publicado con los Trataditos del manuscrito de Viena.
11. Comentarios en español a los Salmos 1 a 41.
12. Se mencionan Comentarios al Evangelio de San Juan que no se han localizado o no existen.
13. Diálogo de doctrina christiana.